# 伊斯莫·维拉
伊斯莫·维拉（芬蘭語：Ismo Villa，1954年11月8日—2014年11月18日），芬兰男子冰球运动员，场上位置是前锋。他曾代表芬兰国家队参加1980年冬季奥林匹克运动会冰球比赛，获得第四名。